# Corredentora

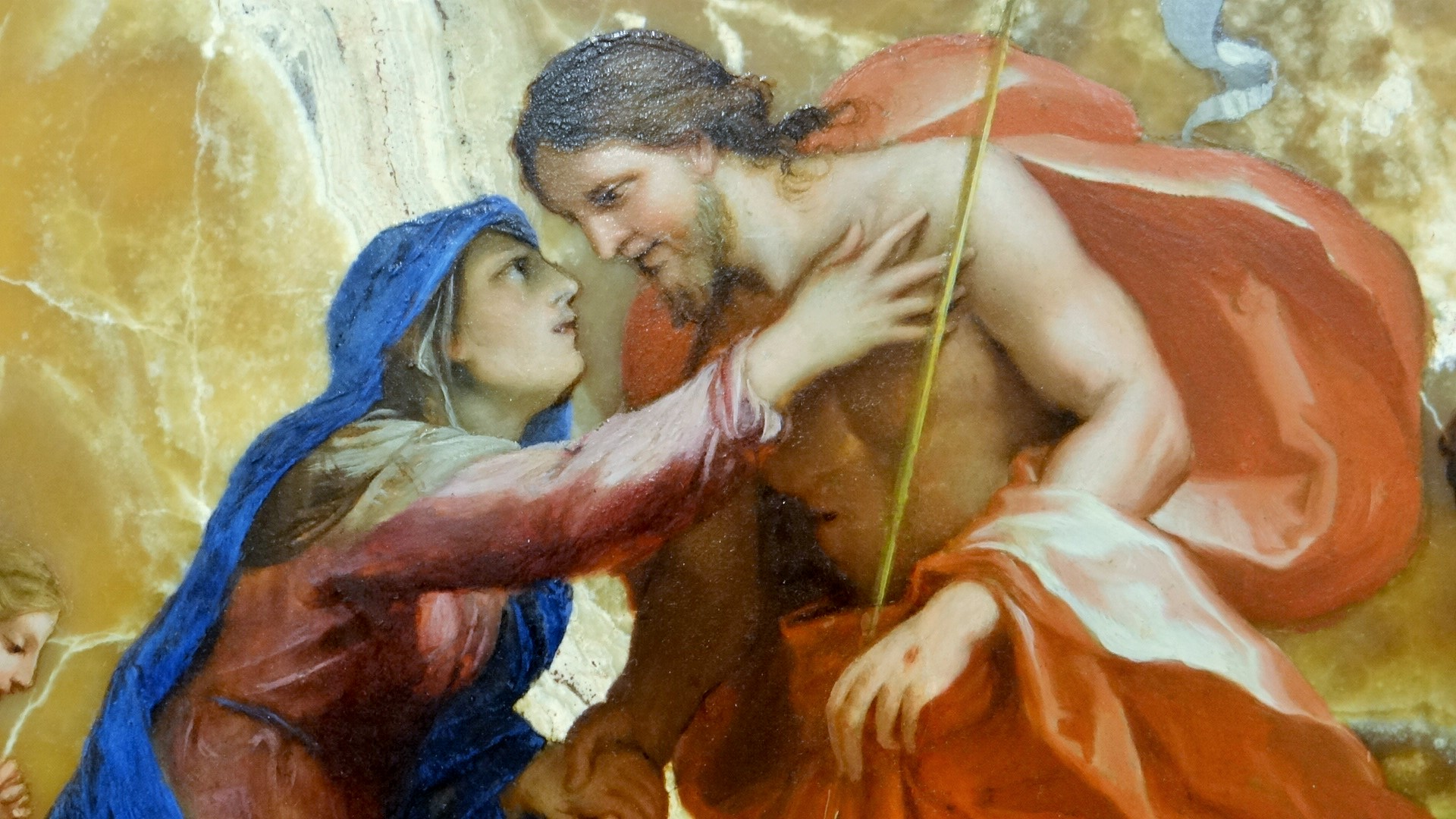
Encontro do Cristo Ressuscitado com Maria, c. 1640

Corredentora (em latim: Co-Redemptrix), na mariologia da Igreja Católica, se refere ao papel da Virgem Maria no processo de redenção e salvação. É um conceito distinto de Medianeira.
O conceito de Corredentora remete para uma participação indireta, mas importante da Bem-aventurada Virgem Maria na redenção, pois Maria deu à luz o Redentor, Jesus Cristo, que é o responsável por toda a redenção e salvação, assim ela foi mediadora de redenção. Os católicos creem que Cristo é o único Redentor da humanidade (1 Tim 2,5), sendo que a própria Maria teve de ser redimida e resgatada por Jesus Cristo (embora ela tenha sido redimida no instante da sua concepção). Na piedade popular, este título é frequentemente invocado como "Advogada", assim ele é retratado nas orações Salve Rainha, de Nossa Senhora Aparecida, de Nossa Senhora do Bom Conselho, etc.
O conceito de Corredentora não é um dogma, embora petições para declará-lo (juntamente com Medianeira e Advogada) dogmaticamente tenham sido submetidos ao Papa por vários cardeais e bispos, para que esta crença possa tornar-se o quinto dogma mariano aprovado pela Santa Sé.
Embora a declaração formal de Corredentora como um dogma mariano tenha tido tanto apoio popular e eclesiástico que milhões de assinaturas foram recolhidas, há oposição dentro de alguns círculos no Vaticano que apelam pela necessidade de maior clareza sobre o conceito.

## História
O conceito de Corredenção não é novo, mesmo antes do ano 200, Santo Ireneu de Lyon refere-se a Maria como "causa salutis" (causa de nossa salvação) devido ao seu filho. O ensinamento tornou-se universal desde o século XV, mas nunca foi declarado um dogma. São Bernardo na sua obra "Grandezas de Maria", São Luís Maria Grignion de Montfort na sua obra "Tratado da verdadeira devoção à Santíssima Virgem Maria" e Santo Afonso Maria de Ligório na sua obra "Glórias de Maria", referem-se inúmeras vezes, e de modo detalhado, ao modo como é que Nossa Senhora exerceu e exerce o seu papel de Corredentora da Humanidade.
Muitos teólogos discutem o conceito desde o século XIX. Os principais defensores da tese no século XX foram o Pe. Frederick William Faber, um mariólogo muito respeitado, e o Pe. Gabriel Roschini.

## Ensinamentos papais
Os Papas começaram a mencionar o conceito da Virgem Maria como Corredentora em documentos oficiais da Igreja na parte mais tenra do século XX, e continuam a fazê-lo neste século. Dentre os papas que defenderam este conceito estão o Papa Leão XIII, o Papa Pio X, o Papa Bento XV, o Papa Pio XII, o Papa João Paulo II, e o Papa Bento XVI.

## Citações na Bíblia
As Sagradas Escrituras são comumente citadas em favor deste ensinamento:  
- Lucas 1:38: "E Maria disse: Eis a serva do Senhor, seja ela para mim segundo a tua palavra. E o anjo afastou-la".
- Gálatas 2:20: "Eu fui crucificado com Cristo, e eu já não vivo, mas Cristo vive em mim. A vida que eu vivo no corpo, eu vivo pela fé no Filho de Deus, que me amava e deu a si mesmo por mim".
- Lucas 1:26: "No sexto mês, Deus enviou o anjo Gabriel a Nazaré, uma cidade da Galileia, a uma virgem prometeu se casar com um homem chamado José, uma descendente de Davi. O nome da virgem era Maria. O anjo foi até ela e disse: "Salve, Cheia de Graça! O Senhor é contigo."

## Proposta de definição dogmática
A declaração formal de Corredentora como um dogma mariano teve tanto apoio popular e eclesiástico que milhões de assinaturas foram recolhidas, mas há oposição dentro de alguns círculos no Vaticano que apelam pela necessidade de maior clareza sobre o conceito.

### Concílio Vaticano II
A definição dogmática de Nossa Senhora como Corredentora foi proposto no Concílio Vaticano II por bispos italianos, espanhóis e polacos, mas o seu pedido não foi aceito.

### Apoio popular e eclesiástico
No início da década de 1990 o Professor Mark Miravalle, da Universidade Franciscana de Steubenville e autor do livro "Maria: Corredentora, Medianeira e Advogada" lançou uma petição popular, dirigida ao Papa João Paulo II pedindo a este que utilizasse a infalibilidade papal para declarar Maria como corredentora. Mais de seis milhões de assinaturas foram recolhidas de 148 países, incluindo as de Madre Teresa de Calcutá, e 41 outros cardeais e 550 bispos. Porém, o pedido foi-lhes negado.
Em 8 de fevereiro de 2008, cinco Cardeais da Igreja Católica emitiram uma petição solicitando ao Papa Bento XVI que declarasse dogmaticamente a Virgem Maria como Corredentora, Medianeira e Advogada. Os cardeais também incluíram um votum (ou seja, petição), que permitiria a outros cardeais e bispos também solicitarem o mesmo para o pontífice. Atualmente, mais de 500 bispos assinaram o votums enviado para o Vaticano em apoio de um quinto dogma mariano.
A Fraternidade Sacerdotal São Pio X manifestou o seu apoio a proclamação deste dogma em um de seus seminários em La Reja, na Argentina, o seminário Nossa Senhora Corredentora.

Em 13 de dezembro de 2019, durante a Missa dedicada à Nossa Senhora de Guadalupe, o Papa Francisco rejeitou a ideia de um novo dogma mariano e negou a ideia de Maria ser chamada de Corredentora. O Papa declarou: 
São Bernardo nos dizia que falando de Maria "nunca é suficiente louvá-la, mas nunca foi questionado o seu humilde ser discípula, fiel à seu mestre, que também é seu filho, o único redentor: ela nunca quis tomar para si mesma algo de seu filho, nunca se apresentou como corredentora, mas como uma discípula. [...] Quando alguém chega com histórias que é preciso declará-la isto ou aquilo, "é preciso dar-lhes novos dogmas" não vamos perder tempo com essas histórias: Maria é mulher, Senhora, mãe de seu filho e da Santa Mãe Igreja hierárquica [...] 
Na Audiência geral do dia 24 de março de 2021 o Papa repetiu sua opinião acerca do título:
Cristo é o Mediador, a ponte que atravessamos para nos dirigirmos ao Pai. É o único Redentor: não existem corredentores com Cristo. [...] Nossa Senhora que, como Mãe a quem Jesus nos confiou, envolve todos nós; mas como Mãe, não como deusa, não como corredentora: como Mãe. [...]

### Outras fontes
- Ludwig Ott, Fundamentals of Catholic Dogma, Mercier Press Ltd., Cork, Ireland, 1955.
- Acta Apostolicae Sedis, referenciada como "AAS".